# Villa Romée
Die Villa Romée wurde 1928 von dem französischen Architekten Georges-Henri Pingusson in der Avenue de la Plage Nummer 5  in Cannes (Côte d’Azur) im Auftrage von Madame Gompel geplant. Die Bauausführung erfolgte in Zusammenarbeit mit dem damaligen Partner des Architekten Paul Furiet (1898–1930). Die Villa ist als  historisches  Denkmal (Frankreich) registriert mit dem Siegel „Heritage des zwanzigsten  Jahrhundert“.

## Distribution
Das Jugendwerk des Architekten ist beeinflusst von der Architektur von Frank Lloyd Wright.
Die Villa besteht aus zwei kreuzförmig im rechten Winkel überlagerten Baukörpern. Der von Osten nach Westen ausgerichtete eingeschossige Bau mit Walmdach wird in Nord-Süd-Richtung von einem dreigeschossigen Baukörper durchdrungen. Im Süden wird der Baukörper durch einen zweigeschossigen Rundbau mit drei hohen vertikalen Fenstern mit Blick zum Meer abgeschlossen. Das Flachdach dieses Gebäudeteiles dient zugleich als Terrasse für das Obergeschoss.
Durch die Hanglage kragt der westliche Gebäudeteil mit dem Esszimmer aus und bildet im Sockelgeschoss einen stützenfreien überdeckten Freiplatz. Die Bauausführung weicht von der kraftvollen modernen Idee, wie diese in der Perspektive des Architekten dargestellt ist, ab.

## Denkmalschutz
Trotz den Kompromissen in der Bauausführung dokumentiert das Jugendwerk des Architekten den technischen Fortschritt und verdeutlicht die Gedanken innovativen modernen Bauens im Süden Frankreichs im zwanzigsten Jahrhundert. Die Villa wurde am 25. März 1994 im Auftrag des französischen Kultusministerium als Historisches Denkmal Inventory of Cultural Heritage eingetragen.